# CGC Viareggio 2012-2013
Questa voce raccoglie le informazioni riguardanti del CGC Viareggio nelle competizioni ufficiali della stagione 2012-2013.

## Stagione
Trentatreesima stagione di massima serie, A1. Per il secondo anno consecutivo il Viareggio arriva secondo, dietro al solito Valdagno.
Nei play-off i bianconeri superano agevolmente il Breganze e con qualche sofferenza in più, il Lodi. Ma in finale scudetto, il Valdagno vince tranquillamente la serie (3-0).
In Coppa Italia, il CGC si arrende nel doppio confronto della finale al Valdagno.

## Maglie e sponsor
| 1ª divisa | 2ª divisa |

## Organigramma societario
- Presidente: Alessandro Palagi
- Vicepresidente: Massimo Barozzi
- Consiglieri: Renzo Pardini
- Direttore sportivo:
- Segretaria:
- Addetto stampa:

## Organico

### Giocatori
Dati tratti dal sito internet ufficiale della Federazione Italiana Sport Rotellistici.
| N° | Naz.                 | Ruolo    | Sportivo              |  |  |  |
| -- | -------------------- | -------- | --------------------- |  |  |  |
|    | Italia (bandiera)    | Portiere | Alessio Bianchi       |  |  |  |
|    | Italia (bandiera)    | Esterno  | Davide Motaran        |  |  |  |
|    | Italia (bandiera)    | Portiere | Leonardo Barozzi      |  |  |  |
|    | Italia (bandiera)    | Esterno  | Elia Cinquini         |  |  |  |
|    | Italia (bandiera)    | Esterno  | Romeo D'Anna          |  |  |  |
|    | Italia (bandiera)    | Esterno  | Mirko Bertolucci      |  |  |  |
|    | Italia (bandiera)    | Esterno  | Alessandro Bertolucci |  |  |  |
|    | Italia (bandiera)    | Esterno  | Simone Fortuna        |  |  |  |
|    | Italia (bandiera)    | Esterno  | Alberto Orlandi       |  |  |  |
|    | Argentina (bandiera) | Esterno  | Emanuel Garcia        |  |  |  |

### Staff tecnico
- 1º Allenatore:  Massimo Mariotti
- 2º Allenatore: n.a.
- Meccanico: